# Euselasia unicolor
Euselasia unicolor är en fjärilsart som beskrevs av D'almeida 1922. Euselasia unicolor ingår i släktet Euselasia och familjen Riodinidae. Inga underarter finns listade i Catalogue of Life.